# 비트맥스
비트맥스(영어: BITMAX)는 대한민국의 증강현실 기술을 개발하는 메타버스 기업이다.

## 역사
2024년 12월 박재완 창업주 일가가 100억원에 메타플랫폼투자조합에 회사경영권을 매각하였다.
2025년 사명을 비트맥스로 변경하고, 비트코인을 사업에 추가하였다.

### 내용주
1. ↑  주관사를 하나금융투자로 공모가 15,000원에 코스닥 시장에 상장